# Флаг Нью-Йорка
Флаг Нью-Йо́рка (англ. Flag of New York City) — один из официальных символов города Нью-Йорк.
Флаг представлен вертикальными синей, белой и оранжевой полосами равной ширины. Синяя полоса расположена у флагштока. В середине флага, на белой полосе, расположена печать города, выполненная в синем цвете. Современный вариант флага принят 30 декабря 1977 года. Одним из отличий от флага, принятого в 1915 году, стал другой год на печати: 1625 (год основания города) вместо 1664 (год захвата города британцами).
На флаге Нью-Йорка основан флаг мэра города. Его характерным отличием являются расположенные в полукруге над печатью пять звёзд. Они символизируют пять боро Нью-Йорка. Соотношение сторон флага равняется 3:4.
- Развевающийся флаг Нью-Йорка